# Rajiv Tomer
Rajiv Tomer (ur. 31 grudnia 1980) – indyjski zapaśnik walczący w stylu wolnym. Olimpijczyk z Pekinu 2008, gdzie zajął siedemnaste miejsce w kategorii 120 kg.
Dwukrotny uczestnik mistrzostw świata, szesnasty w 2014. Dziewiąty na igrzyskach azjatyckich w 2010. Piąty na mistrzostwach Azji w 2009 i 2010. Wicemistrz igrzysk wspólnoty narodów w 2014. Mistrz Wspólnoty Narodów w 2007 i 2009, drugi w 2005 i trzeci w 2011. Brązowy medalista mistrzostw Azji juniorów w 1998 roku.
- Turniej w Pekinie 2008

Przegrał z Steve’em Mocco z USA i odpadł z turnieju.
W roku 2010 został laureatem nagrody Arjuna Award.